# Girador
Un girador és un element de xarxa elèctrica passiva, lineal, sense pèrdues i de dos ports proposat l'any 1948 per Bernard DH Tellegen com un hipotètic cinquè element lineal després de la resistència, el condensador, l'inductor i el transformador ideal. A diferència dels quatre elements convencionals, el girador no és recíproc. Els giradors permeten la realització de xarxa de dispositius de dos (o més) ports que no es poden realitzar només amb els quatre elements convencionals. En particular, els giradors possibiliten la realització de xarxa d'aïlladors i circuladors. Tanmateix, els giradors no canvien la gamma de dispositius d'un port que es poden realitzar. Tot i que el girador es va concebre com un cinquè element lineal, la seva adopció fa que tant el transformador ideal com el condensador o l'inductor siguin redundants. Així, el nombre d'elements lineals necessaris es redueix de fet a tres. Els circuits que funcionen com a giradors es poden construir amb transistors i amplificadors operatius mitjançant retroalimentació.
Tellegen va inventar un símbol de circuit per al girador i va suggerir diverses maneres en què es podria construir un girador pràctic.
Una propietat important d'un girador és que inverteix la característica de corrent-tensió d'un component o xarxa elèctrica. En el cas dels elements lineals, la impedància també s'inverteix. En altres paraules, un girador pot fer que un circuit capacitiu es comporti de manera inductiva, un circuit LC en sèrie es comporti com un circuit LC paral·lel, i així successivament. S'utilitza principalment en el disseny de filtres actius i la miniaturització.

Esquema del girador etiquetat.

## Comportament
Un girador ideal és un dispositiu lineal de dos ports que acobla el corrent d'un port a la tensió de l'altre i viceversa. Els corrents i les tensions instantànies estan relacionades per
{\displaystyle v_{2}=Ri_{1}}
{\displaystyle v_{1}=-Ri_{2}}
on {\displaystyle \scriptstyle {R}} és la resistència al gir del girador.
La resistència de giració (o equivalentment la seva recíproca la conductància de giració) té una direcció associada indicada per una fletxa al diagrama esquemàtic. Per convenció, la resistència o conductància de giració donada relaciona la tensió del port de la capçalera de la fletxa amb el corrent de la seva cua. La tensió a la cua de la fletxa està relacionada amb el corrent al seu cap per menys la resistència indicada. Invertir la fletxa equival a negar la resistència a la gir o a invertir la polaritat de qualsevol dels ports.

## Aplicació

Un exemple d'un girador que simula la inductància, amb un circuit equivalent aproximat a continuació. Les dues Z _{en} tenen valors similars en aplicacions típiques. Circuit de Berndt & Dutta Roy (1969).

### Inductor simulat[3]
Es pot utilitzar un girador per transformar una capacitat de càrrega en una inductància. A baixes freqüències i baixes potències, el comportament del girador es pot reproduir mitjançant un petit circuit d'amplificador operatiu. Això proporciona un mitjà per proporcionar un element inductiu en un petit circuit electrònic o circuit integrat. Abans de la invenció del transistor, les bobines de filferro amb gran inductància es podien utilitzar en filtres electrònics. Un inductor es pot substituir per un conjunt molt més petit que conté un condensador, amplificadors operacionals o transistors i resistències. Això és especialment útil en tecnologia de circuits integrats.
Al circuit que es mostra, un port del girador es troba entre el terminal d'entrada i terra, mentre que l'altre port s'acaba amb el condensador. El circuit funciona invertint i multiplicant l'efecte del condensador en un circuit diferenciador RC on la tensió a través de la resistència R es comporta al llarg del temps de la mateixa manera que la tensió a través d'un inductor. El seguidor de l'amplificador operatiu amortigua aquesta tensió i la torna a aplicar a l'entrada a través de la resistència RL . L'efecte desitjat és una impedància de la forma d'un inductor ideal L amb una resistència en sèrie R L :{\displaystyle Z=R_{\mathrm {L} }+j\omega L}A partir del diagrama, la impedància d'entrada del circuit de l'amplificador operatiu és:{\displaystyle Z_{\mathrm {in} }=\left(R_{\mathrm {L} }+j\omega R_{\mathrm {L} }RC\right)\|\left(R+{1 \over {j\omega C}}\right)}Amb RL RC = L, es pot veure que la impedància de l'inductor simulat és la impedància desitjada en paral·lel amb la impedància del circuit RC. En els dissenys típics, R s'escull perquè sigui prou gran de manera que domini el primer terme; per tant, l'efecte del circuit RC sobre la impedància d'entrada és insignificant.